# Киву, Кристиан
Кристиан Эуджен Ки́ву (рум. Cristian Eugen Chivu; род. 26 октября 1980[…], Решица) — румынский футболист, выступавший на позиции защитника. В настоящее время является главным тренером клуба «Интернационале». Известен по выступлениям за «Аякс», «Рому» и «Интер». Экс-игрок национальной сборной Румынии.

## Карьера

### Клубная
В профессиональном футболе Киву дебютировал в составе команды его родного города, «Решицы», а затем перешёл в «Университатю» из Крайовы. Там его заметил один из сильнейших нидерландских клубов, амстердамский «Аякс», и заключил с ним контракт в 1999 году.
В «Аяксе» Кристиан добился значительных успехов, играя на позиции левого защитника. В 2001 году тренер команды Рональд Куман назначил Киву капитаном команды. При Киву в качестве капитана «Аякс» доминировал в чемпионате Нидерландов и выходил в четвертьфинал Лиги чемпионов в 2002 году. В том же году Кристиана признали лучшим игроком чемпионата Нидерландов.
В 2003 году румынским защитником заинтересовалась «Рома». После некоторых неудачных попыток приобретения Киву, связанных с крупным долгом римского клуба, «Роме» всё-таки удалось подписать с футболистом контракт, выплатив за него «Аяксу» 21 млн евро.
27 июля 2007 года подписал с миланским «Интером» контракт на 5 лет. Трансфер обошёлся «Интеру» в 16 млн евро, кроме того «Рома» получила защитника молодёжной сборной Италии Марко Андреолли.
Осенью 2011 года появилась информация об интересе к Киву со стороны «Ливерпуля». 22 января 2012 года Киву провёл свой 100-й матч за «Интер» в рамках серии А. Свой последний матч за «Интер» Киву провёл 5 мая 2013 года против «Наполи».
В конце января 2014 года принял решение уйти из футбола. По его словам, завершение карьеры футболиста связано исключительно с состоянием его здоровья. 31 марта Киву расторг контракт с «Интером» и вскоре объявил о завершении карьеры.

### В сборной
В национальной сборной Румынии Киву дебютировал в августе 1999 года в матче со сборной Кипра. С тех пор он является основным защитником и одним из лидеров сборной. В 2000 году он принимал участие в Чемпионате Европы, на котором Румыния сотворила сенсацию, опередив в групповом турнире сборные Англии и Германии. В мае 2011 года футболист объявил о завершении выступлений за сборную. Последний матч Киву в сборной состоялся 17 ноября 2010 года против Италии (1:1).

## Личная жизнь
В июле 2008 года Кристиан Киву женился на своей давней возлюбленной Аделине Элисей. У Аделины и Кристиана есть две дочери Наталья и Анастасия. Помимо родного румынского, Киву владеет английским, нидерландским и итальянским языками.
6 января 2010 года Киву получил травму головы в столкновении с нападающим «Кьево» Сержо Пеллиссье в начале второго тайма. Футболисты столкнулись головами в верховой борьбе. В отличие от Киву, Пеллиссье сумел продолжить матч. После матча Кристиан был госпитализирован с переломом черепа. В больнице Вероны ему была сделана успешная операция. После этой травмы Киву был вынужден играть в специальном защитном шлеме.

## Достижения

### Командные
Аякс
- Чемпион Нидерландов: 2001/02
- Обладатель Кубка Нидерландов (2): 1999, 2002
- Обладатель Суперкубка Нидерландов: 2002
- Футболист года в Нидерландах: 2002

Рома
- Обладатель Кубка Италии: 2006/07

Интернационале
- Чемпион Италии (3): 2007/2008, 2008/2009, 2009/2010
- Обладатель Кубка Италии (2): 2010, 2010/11
- Обладатель Суперкубка Италии: 2010
- Победитель Лиги чемпионов УЕФА: 2009/2010
- Победитель Клубного чемпионата мира по футболу: 2010

### Личные
- Футболист года в Румынии (4): 2000, 2002, 2009, 2010
- Команда года по версии УЕФА: 2002